# ربيع الهبر
ربيع الهبر هو عالم إحصاء وسابر آراء وخبير انتخابي لبناني. عمل على تطوير العديد من النظم الانتخابية في لبنان والعالم العربي، كما شارك في مؤتمرات عالمية ودولية في هذا الخصوص. تخرج في العام 1993 من جامعات كندا، وحصل على شهادة ماجستير في الرياضيات والإحصاء، وفي العام 1990 من جامعات لبنان حيث حصل على ماجستير في العلوم السياسية. أسس في العام 1994 شركة ستاتيستكس ليبانون المحدودة للإحصاء والتي تعتبر رائدة في هذا المجال، والتي تقوم بتنفيذ استطلاعات الرأي العام والمسوحات العامة والميدانية في لبنان، وله عدة مؤلفات ودراسات انتخابية. اشتهر كأحد أبرز الإحصائيين الانتخابيين في لبنان خلال الأعوام 1996، 2000، 2005، 2009، و2010 و2018. وأسس في العام 2006 موقع ليبانون فايلز الأخباري الإلكتروني.

## الحملات الانتخابية
أدار عدة حملات انتخابية في لبنان والعالم العربي ودول أخرى خلال الأعوام 2008 في أفغانستان، 2010 في لبنان و2013 في العراق ولبنان، 2016 في لبنان، والعام 2018 في لبنان.
تبين أنه حصل على نسبة دقة في الإحصاءات التي سبقت الانتخابات العام 2009 بلغت 99.5%، وفي العام 2018 بلغت 99%، وفي دورتي الانتخابات البلدية للعامين 2010 و2016 بنسبة 100%.

## مؤلفاته
له كتابين، الأول صدر خلال العام 1994 تحت عنوان: تاريخ لبنان الديموغرافي منذ ما قبل إعلان دولة لبنان الكبير وحتى ما بعد الطائف. والثاني في العام 2009، تحت عنوان انتخابات لبنان 2009.